# Kapel van Coelhorst
De Kapel van Coelhorst, ook wel Koelhorst of Keulhorst genoemd, is een kapel aan de Coelhorsterweg 35 in Hoogland in de gemeente Amersfoort. Om de kapel ligt Begraafplaats Coelhorst van de plaatselijke Protestantse Gemeente. De kapel werd in de 14e eeuw gebouwd voor de buurtschap Koelhorst. Na de reformatie kwam het in 1659 in gebruik bij de protestantse kerk. In 1838 kreeg Hoogland een eigen Hervormde gemeente die een nieuwe kerk bouwde, waarna de kapel in 1843 verkocht werd aan de eigenaren van landgoed Coelhorst. Omdat de kapel in verval raakte werd in 1995 de Stichting Kapel van Coelhorst opgericht, die in 2001 beschikkingsrecht kreeg en de kapel liet restaureren. De kapel is gewijd aan Sint-Nicolaas en is sinds 1973 een rijksmonument.

## Geschiedenis
De Kapel van Coelhorst werd ergens voor 1363 gebouwd als katholieke kapel in de buurtschap Koelhorst en gewijd aan Sint-Nicolaas, de beschermheilige van zeelieden. Het diende als steunpunt voor de regio Hogelanden, die gescheiden was van de kerk in Leusden door de rivier de Eem. Een rivier die in open verbinding stond met de Zuiderzee. In de kapel werden mensen begraven en er ontstond een kerkhof rondom de kapel.
Na de reformatie bleef de kapel tot 1585 in gebruik door de Rooms-Katholieke Kerk. Pas in 1655 werd het door de Staten van Utrecht weer geopend voor protestantse diensten, waarbij het kerkhof gebruikt werd door de hervormde gemeenschap. Op 11 december 1747 raakte de kapel beschadigd tijdens een storm. Ramen waren kapot, het dak stortte in, en er waren scheuren in de muren. In 1759 werd met de opbrengst van de verkoop van hout van omliggende bomen de kapel gerestaureerd.
In 1838 kreeg Hoogland een eigen Hervormde gemeente. De kapel werd te klein bevonden en de kerk op De Inham werd gebouwd ter vervanging. In 1843 werd de kapel voor 800 gulden verkocht aan de familie Van Tuijll van Serooskerken, de eigenaars van landgoed Coelhorst, tegenwoordig in bezit van de familie Beelaerts van Blokland. Deze families gebruiken de kapel als mausoleum.
Vanwege het verdwijnen van andere cultuurgoederen in Hoogland, en het in verval raken van de kapel, werd in 1995 de Stichting Kapel van Coelhorst opgericht. Deze stichting streefde ernaar beschikkingsrecht te krijgen en de kapel te restaureren. In 2001 werd onderzoek gedaan door het Bureau voor Bouwhistorie en Architectuurgeschiedenis, waarna de kapel in 2002-2003 werd gerestaureerd.

## Beschrijving

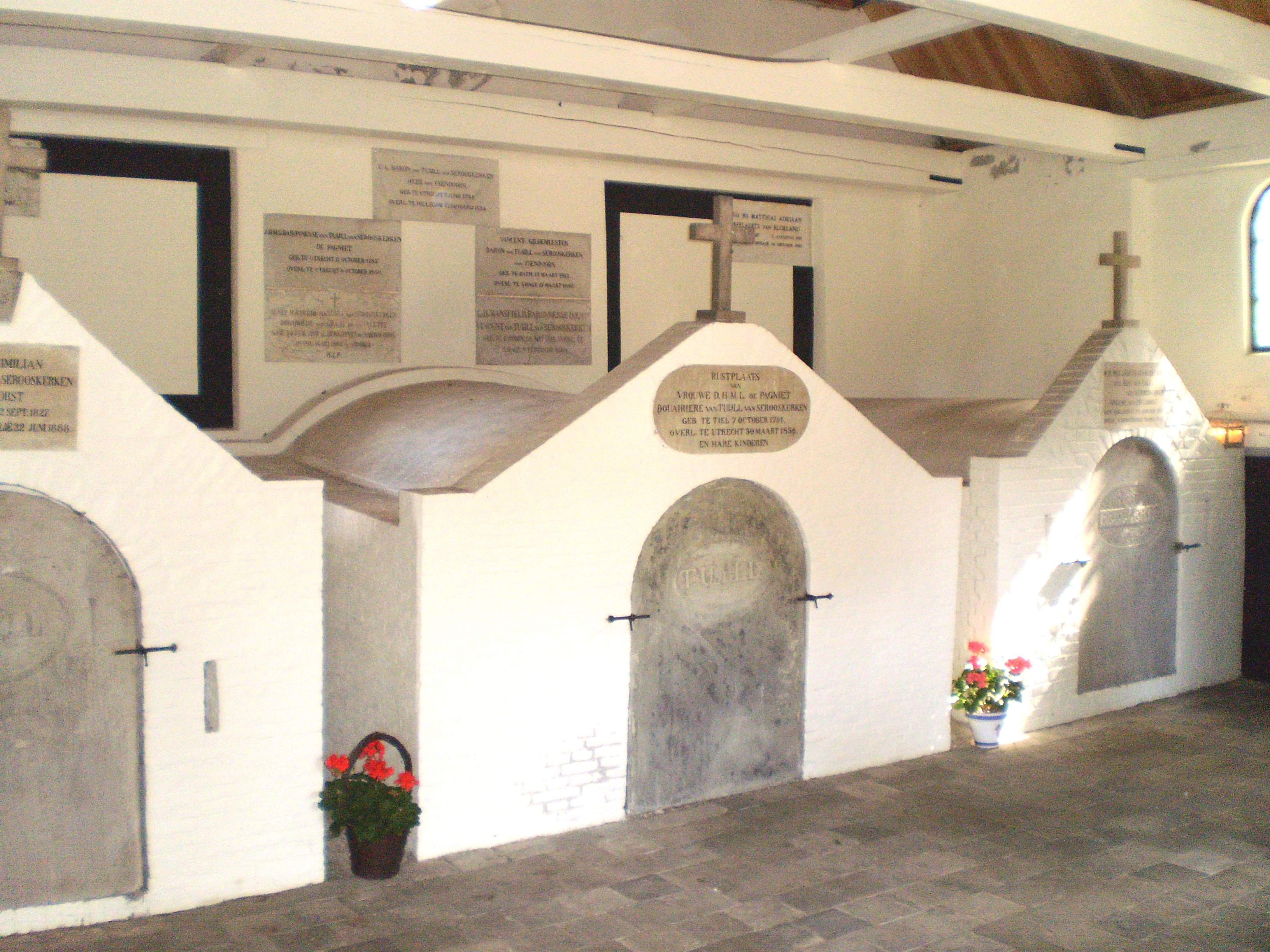
Grafstenen in de kapel

De kapel is gebouwd op een kunstmatige heuvel met oriëntatie op het oosten. Het betreft een gepleisterde eenbeukige kapel, opgebouwd uit verschillende steensoorten, met een 18e-eeuws oud-Hollandse kapconstructie bestaande uit een zadeldak tussen puntgevels, met geglazuurde dakpannen, en een kleine houten klokkentoren. De voorzijde heeft eenvoudige houten deuren uit de 18e eeuw, met in de muren aan weerszijden en aan de achterkant driemaal twee spitsboogvensters met negblokken, vermoedelijk uit de 18e eeuw, en op de achterwand hierboven nog een rond venster van gebrandschilderd glas, voorzien van het wapen van de familie Van Tuijll van Serooskerken, drie hijgende brakken.
In de toren hangt een klok uit 1708, gemaakt door klokkengieterij Amsterdam uit Amsterdam. Op de klok is de Latijnse tekst aangebracht Vigilate et orate Deo confidentes (Nederlands: Waakt en bidt vast vertrouwend op God). In de kapel staan drie graven van de eigenaars van landgoed Coelhorst, met in de fundatie nog andere graven. De kunstmatige heuvel is gemaakt van heidezand, met oorspronkelijk een houten fundering. Door verrotting van de fundering trad verzakking op van de graven. In 2003 is de fundering vervangen door gemetselde oude klinkers.

## Monument

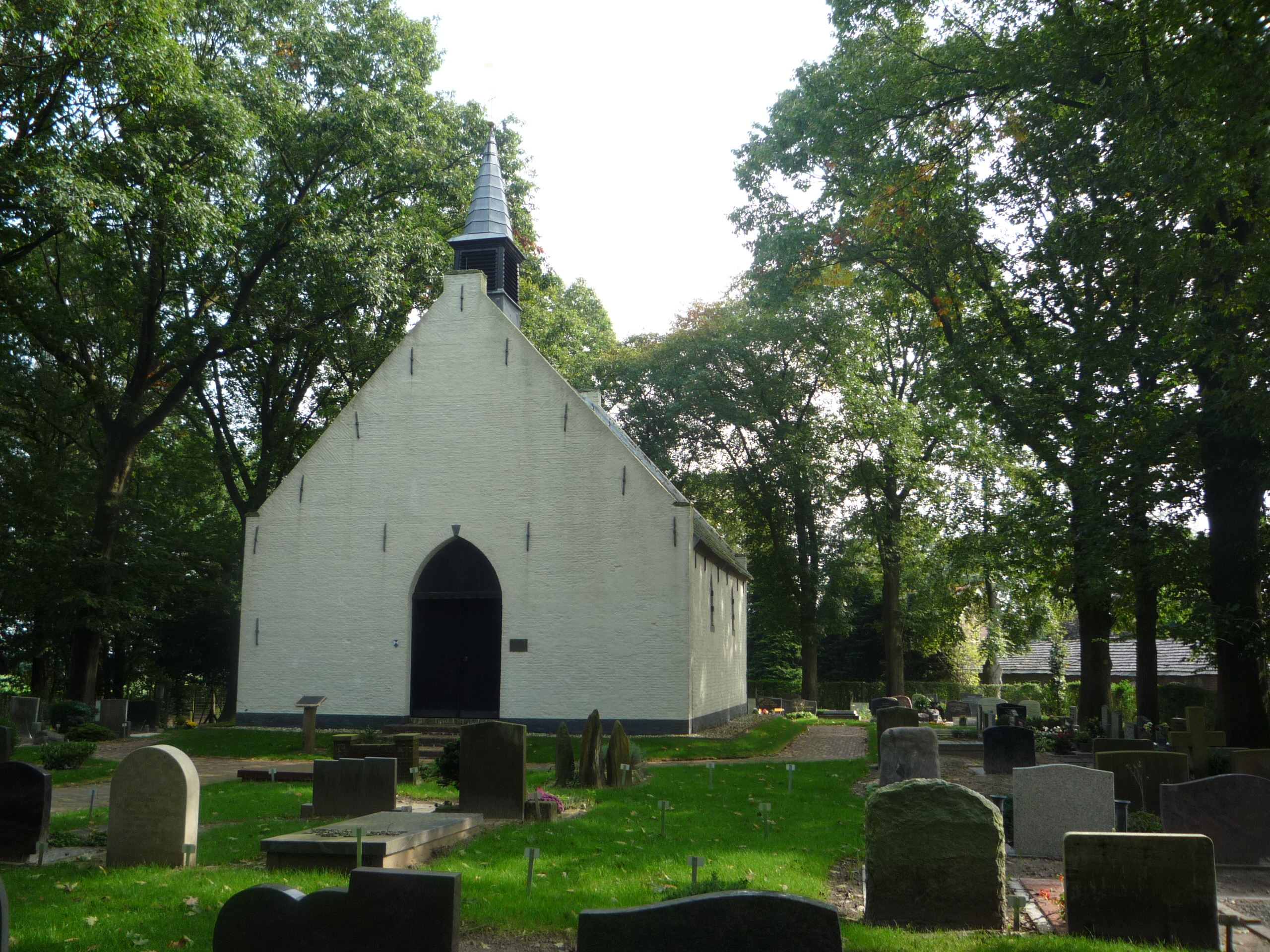
Kapel van Coelhorst in 2010

De kapel van Coelhorst ligt aan de Coelhorsterweg 35, in het buitengebied Hoogland-West, in de gemeente Amersfoort. Het is sinds 10 juli 1972 een rijksmonument en wordt sinds 2001 beheerd door Stichting Kapel van Coelhorst. De kapel is enkel open voor publiek tijdens Open Monumentendag en bij speciale gelegenheden. Het ligt langs de fietsroute "Hoogland-West: geschiedenis en natuur" en het wandelpad "landschapspad Hoogland-West".

## Begraafplaats Coelhorst
Om de kapel ligt de begraafplaats van de Protestantse Gemeente Hoogland/ Amersfoort-Noord met 326 graven.